# 문학이란 무엇인가?
문학이란 무엇인가?(What is Literature?)는 장 폴 사르트르의 에세이이다. <문학과 실존주의> 라는 제목으로 1948년에 발표되었다.  이 책은 네가지의 질문을 하며 답을 하는 구조로 되어 있다.

## 글쓰기란 무엇인가?
사르트르는 글쓰기를 산문과 운문을 나누어 분류하였다. 

## 왜 글을 쓰는가?
사르트르는 산문을 통하여 생각을 전달한다고 주장한다.
문학이란 무엇인가? ( hat is Literaturre?